# Lamprophiidae
Los lamprofíidos (Lamprophiidae) son una familia de serpientes distribuidas por Asia, África, América y Europa.

## Géneros
Se reconocen 308 especies distribuidas en los siguientes géneros según The Reptile Database:
- Incertae sedis
  - Buhoma Ziegler, Vences, Glaw & Böhme, 1997
  - Montaspis Bourquin, 1991
  - Oxyrhabdium Boulenger, 1893
  - Psammodynastes Günther, 1858
- Aparallactinae Bourgeois, 1968
  - Amblyodipsas Peters, 1857
  - Aparallactus Smith, 1849
  - Brachyophis Mocquard, 1888
  - Chilorhinophis Werner, 1907
  - Elapotinus Jan, 1862
  - Hypoptophis Boulenger, 1908
  - Macrelaps Boulenger, 1896
  - Micrelaps Boettger, 1880
  - Polemon Jan, 1858
  - Xenocalamus Günther, 1868
- Atractaspidinae Günther, 1858
  - Atractaspis Smith, 1849
  - Homoroselaps Jan, 1858
- Lamprophiinae Fitzinger, 1843
  - Boaedon Duméril, Bibron & Duméril, 1854
  - Bothrophthalmus Peters, 1863
  - Chamaelycus Boulenger, 1919
  - Dendrolycus Laurent, 1956
  - Gonionotophis Boulenger, 1893
  - Hormonotus Hallowell, 1857
  - Inyoka Kelly, Branch, Broadley, Barker & Villet, 2011
  - Lamprophis Fitzinger, 1843
  - Lycodonomorphus Fitzinger, 1843
  - Lycophidion Fitzinger, 1843
  - Pseudoboodon Peracca, 1897
- Prosymninae Kelly, Barker, Villet & Broadley, 2009
  - Prosymna Gray, 1849
- Psammophiinae Dowling, 1967
  - Dipsina Jan, 1862
  - Hemirhagerrhis Boettger, 1893
  - Malpolon Fitzinger, 1826
  - Mimophis Günther, 1868
  - Psammophis Fitzinger, 1826
  - Psammophylax Fitzinger, 1843
  - Rhagerhis Peters, 1862
  - Rhamphiophis Peters, 1854
- Pseudaspidinae Cope, 1893
  - Pseudaspis Fitzinger, 1843
  - Pythonodipsas Günther, 1868
- Pseudoxyrhophiinae Dowling, 1975
  - Alluaudina Mocquard, 1894
  - Amplorhinus Smith, 1847
  - Bothrolycus Günther, 1874
  - Brygophis Domergue & Bour, 1989
  - Compsophis Mocquard, 1894
  - Ditypophis Günther, 1881
  - Dromicodryas Boulenger, 1893
  - Duberria Fitzinger, 1826
  - Exallodontophis Cadle, 1999
  - Heteroliodon Boettger, 1913
  - Ithycyphus Günther, 1873
  - Langaha Bonnaterre, 1790
  - Leioheterodon Boulenger, 1893
  - Liophidium Boulenger, 1896
  - Liopholidophis Mocquard, 1904
  - Lycodryas Günther, 1879
  - Madagascarophis Mertens, 1952
  - Micropisthodon Mocquard, 1894
  - Pararhadinaea Boettger, 1898
  - Parastenophis Nagy, Glaw & Vences, 2010
  - Phisalixella Nagy, Glaw & Vences, 2010
  - Pseudoxyrhopus Günther, 1881
  - Thamnosophis Jan, 1863